# Лаверн (Алабама)
Лаверн (англ. Luverne) — місто (англ. city) в США, в окрузі Креншо штату Алабама. Населення — 2765 осіб (2020).

## Географія

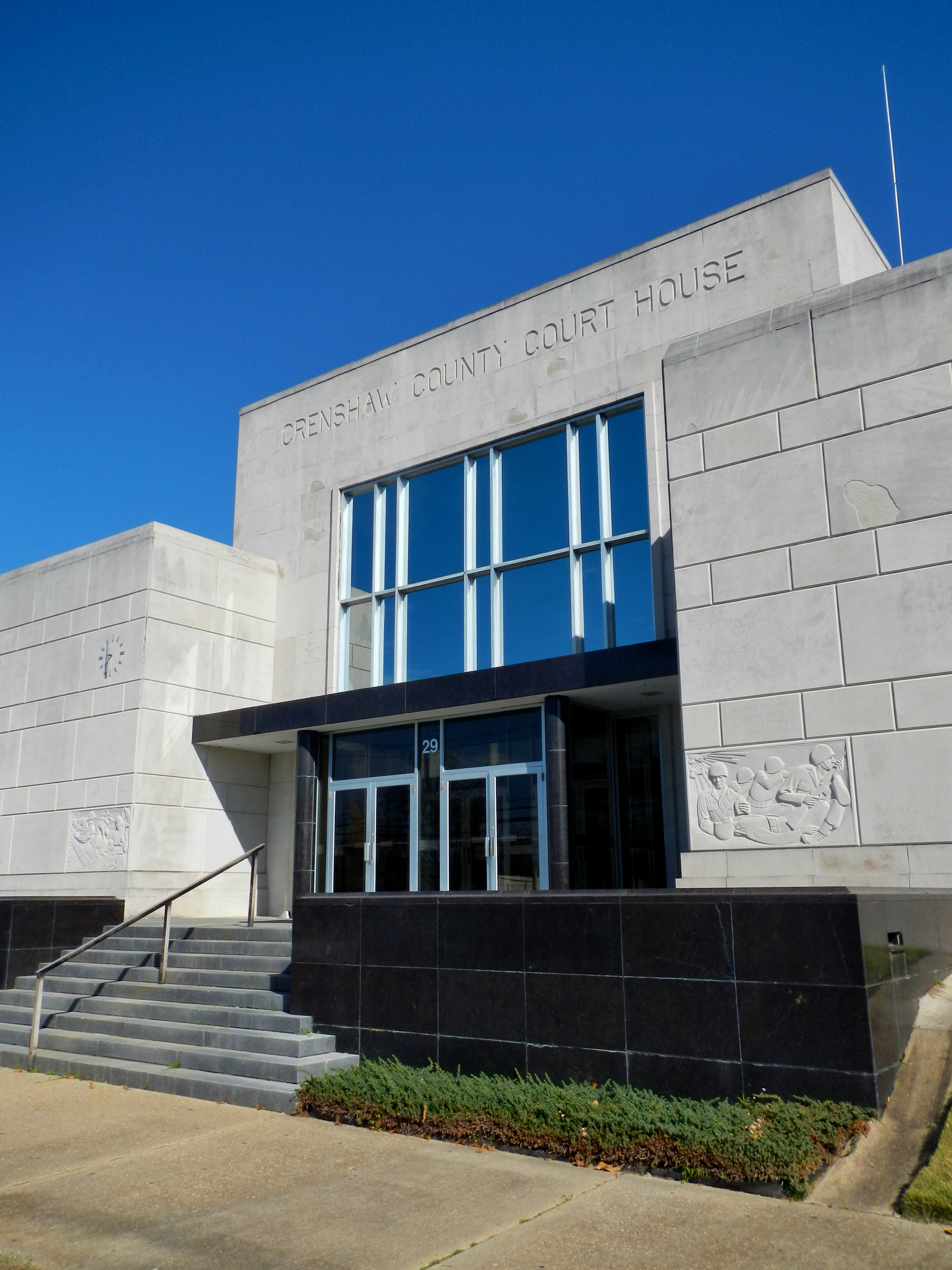
Окружний суд в Лаверні

Лаверн розташований за координатами 31°43′8″ пн. ш. 86°16′9″ зх. д. / 31.71889° пн. ш. 86.26917° зх. д. (31.718941, -86.269082).  За даними Бюро перепису населення США в 2010 році місто мало площу 40,60 км², з яких 40,53 км² — суходіл та 0,07 км² — водойми.

## Демографія

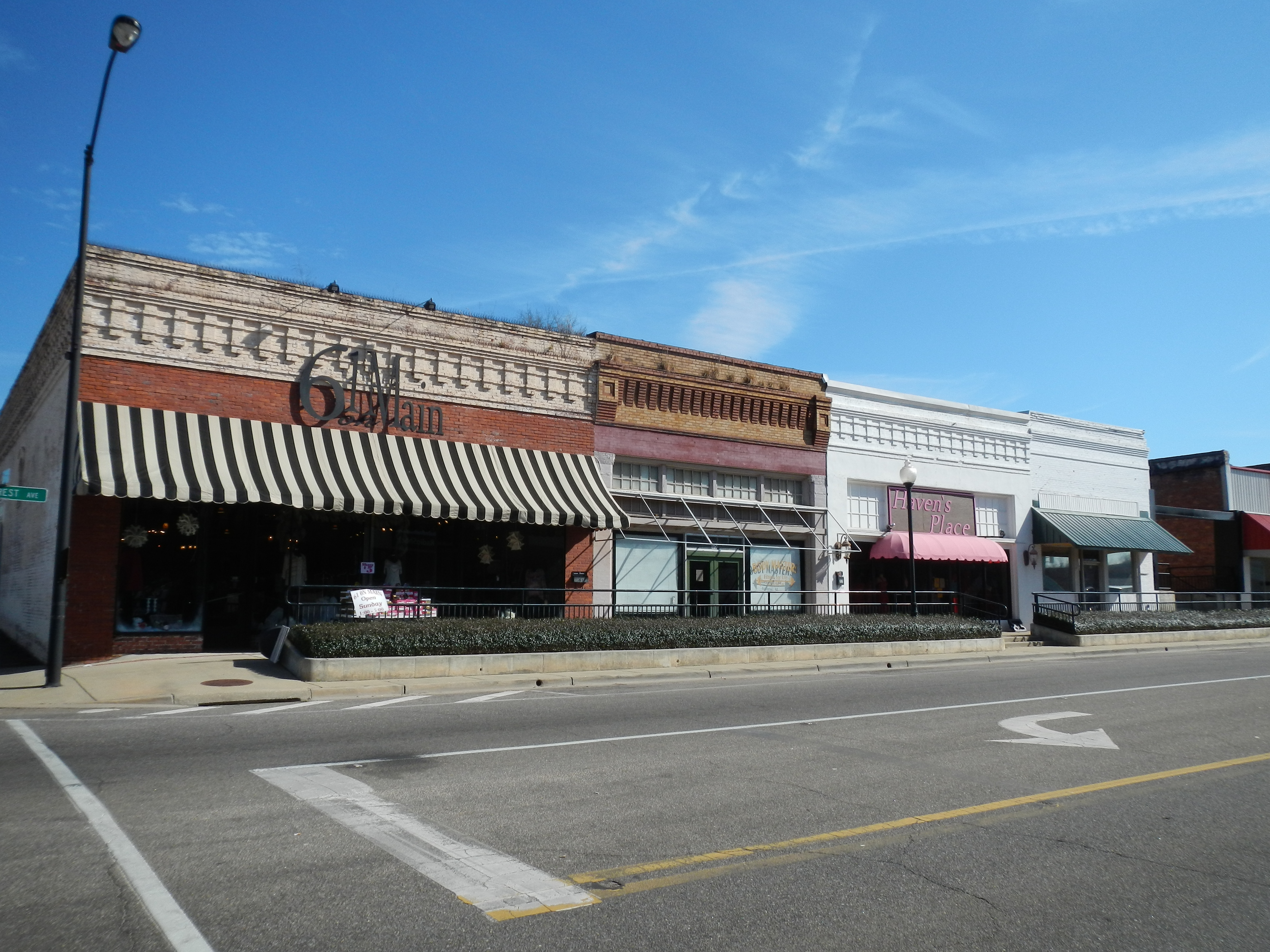
Історичний район Лаверна

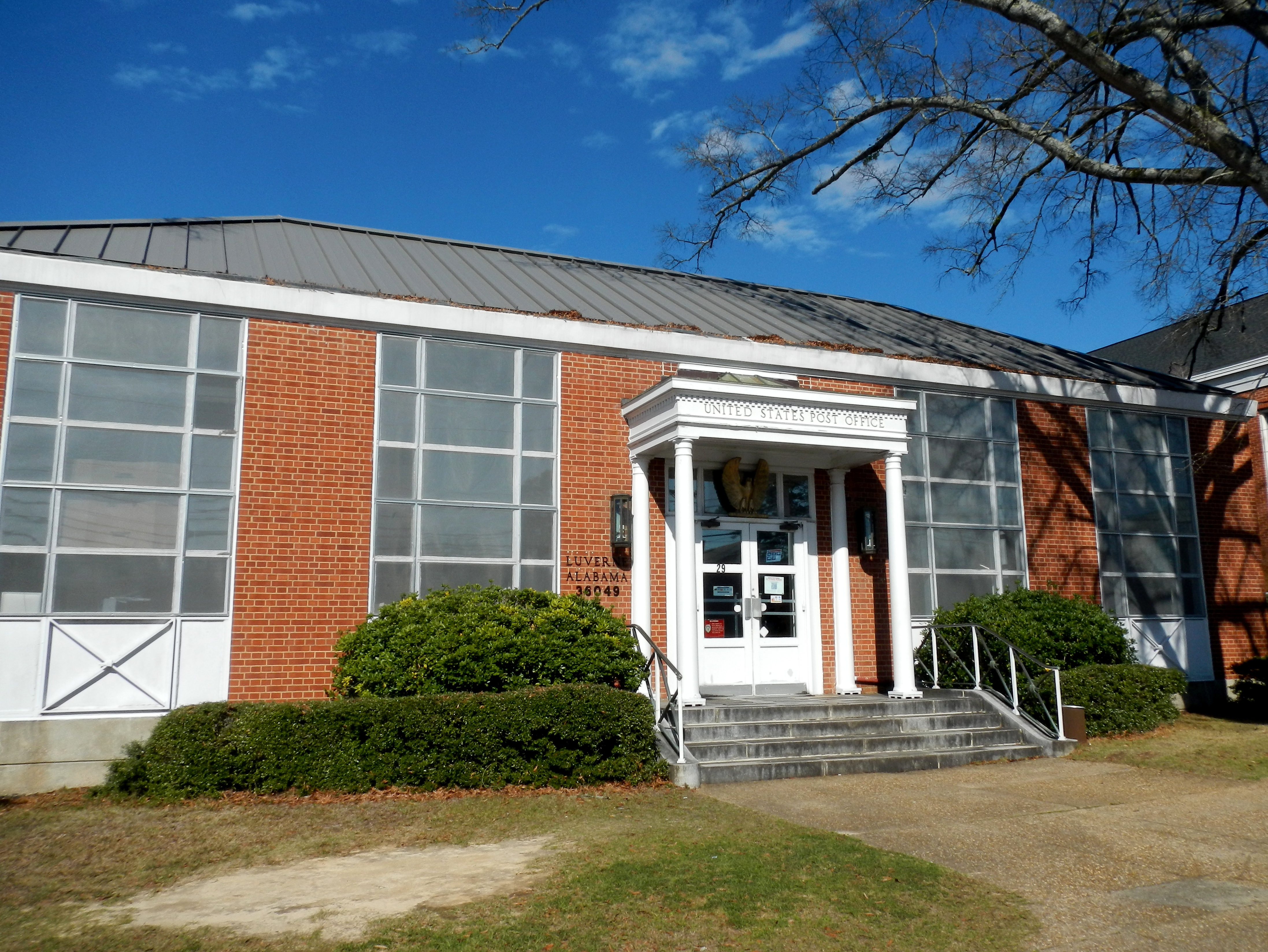
Пошта

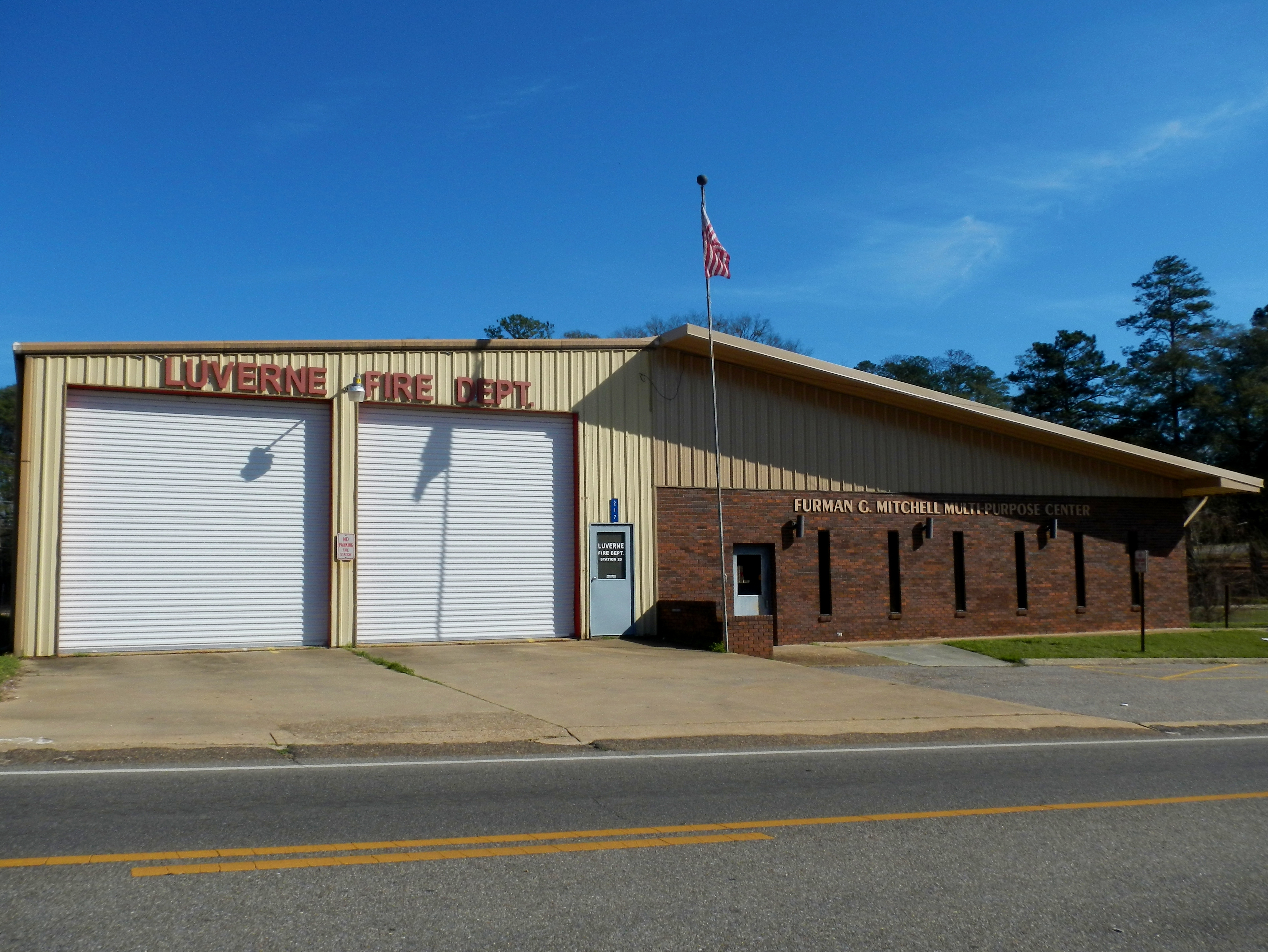
Пожежна частина

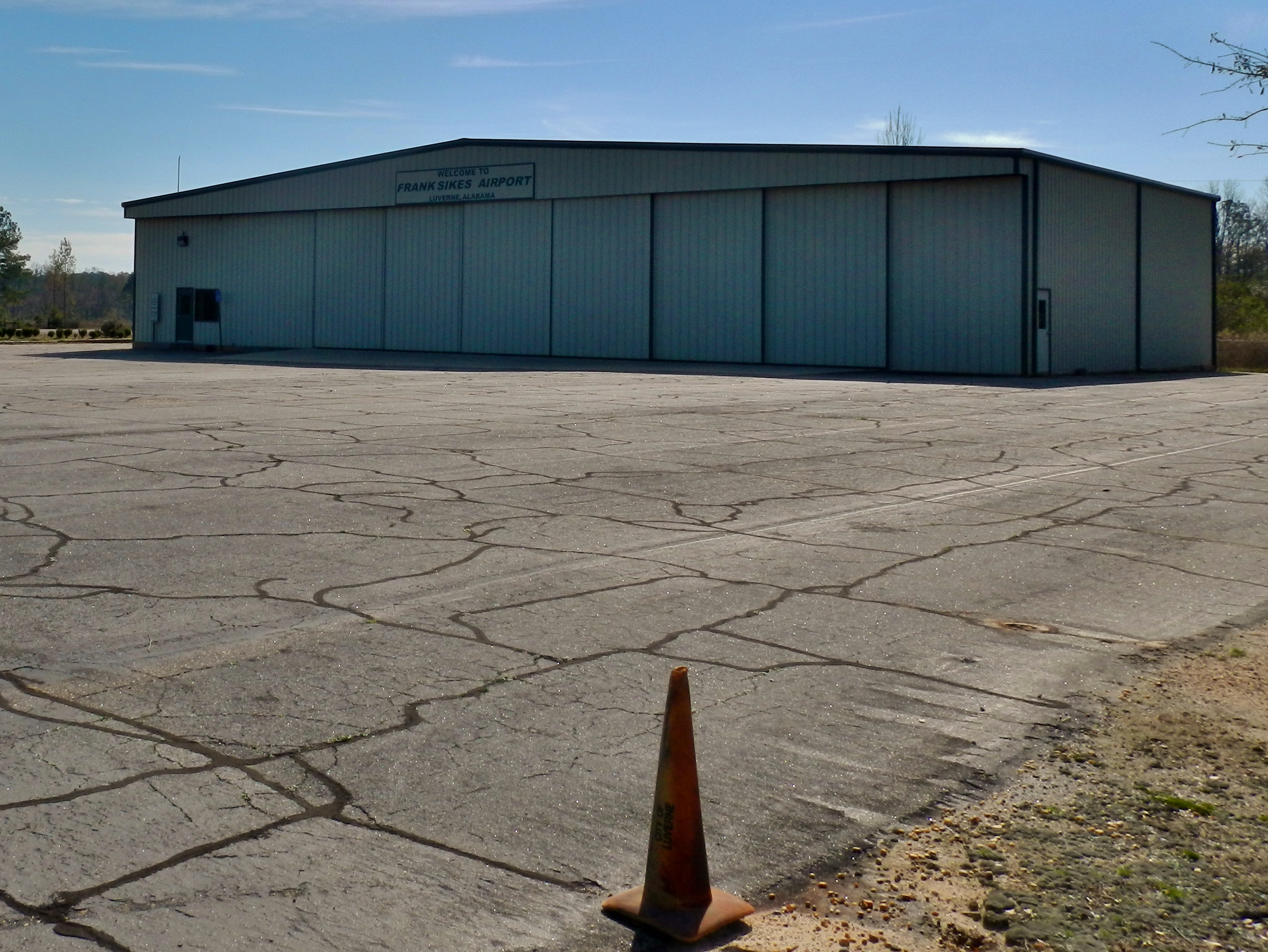
Аеропорт

Згідно з переписом 2010 року, у місті мешкало 2800 осіб у 1135 домогосподарствах у складі 729 родин. Густота населення становила 69 осіб/км².  Було 1278 помешкань (31/км²).
Расовий склад населення:
| - 62,6 % — білих - 29,6 % — чорних або афроамериканців - 5,5 % — азіатів - 0,3 % — вихідців з тихоокеанських островів - 0,3 % — корінних американців |

До двох чи більше рас належало 1,0 %. Частка іспаномовних становила 1,9 % від усіх жителів.
За віковим діапазоном населення розподілялося таким чином: 23,7 % — особи молодші 18 років, 56,6 % — особи у віці 18—64 років, 19,7 % — особи у віці 65 років та старші. Медіана віку мешканця становила 41,2 року. На 100 осіб жіночої статі у місті припадало 84,6 чоловіків;  на 100 жінок у віці від 18 років та старших — 76,4 чоловіків також старших 18 років.
Середній дохід на одне домашнє господарство  становив 47 305 доларів США (медіана — 29 844), а середній дохід на одну сім'ю — 60 649 доларів (медіана — 51 688). Медіана доходів становила 48 897 доларів для чоловіків та 29 063 долари для жінок. За межею бідності перебувало 20,3 % осіб, у тому числі 16,2 % дітей у віці до 18 років та 19,9 % осіб у віці 65 років та старших.
Цивільне працевлаштоване населення становило 1066 осіб. Основні галузі зайнятості: виробництво — 25,4 %, освіта, охорона здоров'я та соціальна допомога — 16,9 %, роздрібна торгівля — 14,8 %.